# Michael Nussbaum

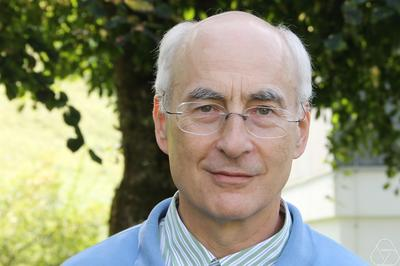
Nussbaum in Oberwolfach, 2014

Michael Nussbaum (* 13. April 1951 in Berlin) ist ein deutscher Mathematiker und Hochschullehrer.

## Ausbildung
Nussbaum studierte an der Humboldt-Universität zu Berlin Mathematik. Er schloss sein Studium 1973 mit dem Diplom ab. Nach dem Studium wechselte er an das Zentralinstitut für Mathematik und Mechanik (später: Weierstraß-Institut für Angewandte Analysis und Stochastik) der Akademie der Wissenschaften der DDR in die Abteilung für Wahrscheinlichkeitsrechnung und Statistik von Helga Bunke. Dort promovierte er 1979 mit einer Arbeit zum Thema Schätzung linearer funktioneller Beziehungen. 1990 habilitierte er sich ebenda mit einer Arbeit zum Thema Contributions to Asymptotic Estimation Theory in Regression Models with Large Parameter Space (Beiträge zur asymptotischen Schätztheorie in Regressionsmodellen mit großem Parameterraum).

## Beruf
Von 1973 bis 1991 war Nussbaum wissenschaftlicher Mitarbeiter des mathematischen Institutes der Akademie der Wissenschaften der DDR. Von 1992 bis 1999 war er Professor am Karl-Weierstrass-Institut für angewandte Analysis und Stochastik in Berlin. Er leitete dort die Forschungsgruppe Stochastische Algorithmen und nichtparametrische Statistik.
Nach seiner Habilitation im Jahr 1990 hielt Nussbaum im Jahr 1993 und 1996 an der Technischen Universität Berlin Vorlesungen über Mathematische Statistik und von 1997 bis 1999 an der Humboldt-Universität Vorlesungen über Asymptotische Statistik und Stochastische Risikotheorie für Versicherungen. 1999 folgte er einem Ruf an die Cornell University, wo er seither Professor für Mathematik ist.

## Forschungsinteressen
Nussbaum forscht auf dem Gebiet der nichtparametrischen statistischen Inferenz mit Hilfe von Näherungen bei großen Stichproben. Dabei wendet er Konzepte von Lucien Le Cam, wie zum Beispiel die Kontiguität an, um komplizierte statistische Modelle durch einfache anzunähern. Er untersucht Modelle mit hoch- oder unendlichdimensionalem Parameterraum, Stochastische Resonanz, adaptive nichtparametrische Hypothesentests. Nussbaum beschäftigt sich mit der Quantenstatistik und mit Hypothesentests zur Unterscheidung von Quantenzuständen im Zusammenhang mit der Chernoff-Ungleichung.

## Lehrveranstaltungen
Nussbaum hält regelmäßige Vorlesungen, Kurse und Seminare auf den Gebieten der Mathematik, der Statistik, der Mathematischen Statistik, der Asymptotischen Statistik, der Wahrscheinlichkeitstheorie, der statistischen Lerntheorie, des Maschinellen Lernens, der Mustererkennung und verwandter Gebiete. Außerdem ist er Gutachter und Betreuer von mehreren Doktoranden.

## Mitgliedschaften, Ämter, Engagement
Nussbaum wurde am 6. Mai 1990 im Zuge der Kommunalwahlen in der DDR 1990 für die SPD zum Abgeordneten der Stadtverordnetenversammlung von (Ost-)Berlin 1990 gewählt.
Nussbaum ist Mitherausgeber verschiedener wissenschaftlicher Zeitschriften, darunter
- 1995–2000: The Annals of Statistics des Institute of Mathematical Statistics in Hayward, Kalifornien
- 1996–2000: ESAIM: Probability and Statistics der Société de mathématiques appliquées et industrielles in Paris
- 1995–2013: Annales de l'Institut Henri Poincaré Probabilités et Statistiques des Institute of Mathematical Statistics in Beachwood, Ohio
- seit 2003: Statistics & Risk Modeling des R. Oldenbourg Verlags[1][9]

Außerdem schreibt er Peer Reviews und Rezensionen für zahlreiche Zeitschriften und Verlage.
Nussbaum ist Mitglied des Institutes of Mathematical Statistics und der Deutschen Mathematiker-Vereinigung. Von 1996 bis 1999 war er Mitglied des Graduiertenkollegs Stochastische Prozesse und Wahrscheinlichkeitsanalyse der Deutschen Forschungsgemeinschaft (DFG) und von 1997 bis 1999 Mitglied des Sonderforschungsbereichs 373 Quantifikation und Simulation ökonomischer Prozesse der DFG.

## Gastaufenthalte
Nussbaum hielt sich als Gastdozent und Gastforscher an verschiedenen Universitäten und Akademien auf, darunter:
- In den Jahren 1980 bis 1985 mehrfach am Institut für Probleme der Informationsübertragung der Akademie der Wissenschaften der UdSSR in Moskau
- 1989: an der Rheinische Friedrich-Wilhelms-Universität Bonn, Abteilung für Wirtschaftswissenschaft
- 1989 und 1999: an der University of California, Berkeley, Abteilung für Statistik[10]
- 1990 und 1995: an der Université catholique de Louvain, Center for Operations Research and Econometrics (CORE) in Louvain-la-Neuve, Belgien[11]
- 1994: am Institut national de la recherche agronomique (INRA) in Montpellier[12]
- 1995: an der Australian National University, School of Mathematical Sciences in Canberra[11]
- 1995: an der University of British Columbia in Vancouver, Kanada
- 1996 und 1999: an der Universität Leiden, Niederlande[10]
- 1998: an der Universität Paul Sabatier in Toulouse
- 2000: am Sonderforschungsbereich 373 Quantifikation und Simulation ökonomischer Prozesse der Deutschen Forschungsgemeinschaft an der Humboldt-Universität, Berlin
- 2001: am Institut Henri Poincaré in Paris[1]

## Preise, Auszeichnungen
1998 wurde Nussbaum zum Fellow des Instituts für Mathematische Statistik ernannt. 2003 war er Lucien-Le-Cam-Dozent.

## Veröffentlichungen (Auswahl)
- Samriddha Lahiry, Michael Nussbaum: Minimax nonparametric estimation of pure quantum states, 2022, The Annals of Statistics, Band 50 online
- Michael Nussbaum: Attainment of the multiple quantum Chernoff bound for certain ensembles of mixed states, 2013 online
- Michael Nussbaum, Arleta Szkoła: An asymptotic error bound for testing multiple quantum hypotheses, 2011, The Annals of Statistics, Band 39 online
- Michael Nussbaum, Arleta Szkoła: The Chernoff lower bound for symmetric quantum hypothesis testing, 2009, The Annals of Statistics, Band 37 online
- Michael Nussbaum, Sergei V Pereverzev: The degrees of ill-posedness in stochastic and deterministic noise models, 2005
- Michael Nussbaum: Minimax risk: Pinsker bound, 1999, Encyclopedia of Statistical Sciences, Band 3 online
- Michael Nussbaum: Asymptotic equivalence of density estimation and Gaussian white noise, 1996, The Annals of Statistics, Band 24 online
- Michael Nussbaum: On the non-parametric estimation of a regression function which is smooth on a domain in Rk, 1986, Teoriya Veroyatnostei i ee Primeneniya, Band 31, Russian Academy of Sciences, Steklov Mathematical Institute of Russian Academy of Sciences
- Michael Nussbaum: Spline Smoothing in Regression Models and Asymptotic Efficiency in L2, 1985, The Annals of Statistics online

## Online-Vortrag
- Introduction to Quantum Mathematical Statistics with Michael Nussbaum auf YouTube, 18. Mai 2022, abgerufen am 17. August 2023.